# Sueños de un seductor
Sueños de un seductor (título original en inglés Play It Again, Sam) es una película de comedia estadounidense de 1972 escrita y protagonizada por Woody Allen, basada en su obra de teatro de Broadway Tócala otra vez, Sam de 1969. La película fue dirigida por Herbert Ross, en lugar de Allen, quien suele dirigir su propia obra escrita.
La película trata sobre un crítico de cine recientemente divorciado, Allan Felix, a quien su mejor amigo y la esposa de este lo instan a comenzar a salir nuevamente. Allan se identifica con la película de 1942 Casablanca y el personaje Rick Blaine interpretado por Humphrey Bogart. La película está generosamente salpicada de clips de la película y apariciones fantasmales de Bogart (Jerry Lacy) dando consejos sobre cómo tratar a las mujeres.

## Argumento
Ambientada en San Francisco, Sueños de un seductor comienza con las escenas finales de Casablanca, con Humphrey Bogart e Ingrid Bergman. Se ve al personaje principal, Allan Felix, viendo la película en un cine, con la boca abierta. Sale del cine lamentando que nunca será como Rick.
Allan acaba de pasar por un divorcio complicado. Su mejor amigo, Dick Christie, y la esposa de Dick, Linda, intentan convencerlo de que vuelva a salir con mujeres y lo preparan para una serie de citas a ciegas, todas las cuales terminan mal. A lo largo de la película, se le ve recibiendo consejos sobre citas del fantasma de Bogart, que solo es visible y audible para Allan. La exesposa de Allan, Nancy, también hace apariciones de fantasía, mientras él imagina conversaciones con ella sobre la ruptura de su matrimonio, en las que Nancy constantemente ridiculiza su inadecuación sexual. En una ocasión, la fantasía parece salirse de control, apareciendo tanto Bogart como Nancy.
Cuando se trata de mujeres, Allan intenta volverse sexy y sofisticado; en particular, trata de ser como su ídolo, Bogart, solo para terminar arruinando sus posibilidades por ser demasiado torpe. Eventualmente, desarrolla sentimientos por Linda, con quien se siente relativamente a gusto y no siente la necesidad de ponerse una máscara. En el momento en que finalmente hace su jugada con Linda (ayudado por los comentarios de Bogart), aparece una visión de su exesposa y le dispara a Bogart, dejándolo sin consejo. Luego hace un movimiento incómodo. Linda sale corriendo pero regresa y se da cuenta de que Allan la ama. La canción «As Time Goes By» y flashes desde Casablanca acompañan su beso.
Sin embargo, su relación está condenada al fracaso, al igual que lo fue para Rick e Ilsa en Casablanca. Dick regresa temprano de Cleveland y le confía a Allan que cree que Linda está teniendo una aventura, sin darse cuenta de que su aventura es con Allan. Dick le expresa a Allan su amor por Linda.
El final es una alusión al famoso final de Casablanca. Dick está tomando un vuelo a Cleveland, Linda lo persigue y Allan está persiguiendo a Linda. La niebla, los arranques de los motores de los aviones, las gabardinas y los diálogos recuerdan la película, mientras Allan le explica con nobleza a Linda por qué tiene que irse con su esposo, en lugar de quedarse con él.
Allan cita una línea de cierre de Casablanca, diciendo: «Si ese avión despega y no estás en él, te arrepentirás; tal vez no hoy, tal vez no mañana, pero pronto y por el resto de tu vida.» «Eso es hermoso», dice Linda, lo que hace que Allan admita: «Es de Casablanca . . . . ¡He esperado toda mi vida para decirlo!». Su viaje está completo. Bogart reaparece y lo elogia, y dice que, dado que ahora ha aprendido a ser él mismo, ya no lo necesita para recibir consejos. La música de la escena de Casablanca retoma el tema «As Time Goes By», y termina la película.

## Reparto
- Woody Allen como Allan Felix, un escritor neurótico recientemente divorciado.
- Diane Keaton como Linda Christie, la esposa de Dick, de quien Allan se enamora.
- Tony Roberts como Dick Christie, el mejor amigo de Allan y esposo de Linda, un hombre de negocios adicto al trabajo en bienes raíces.
- Jerry Lacy como Humphrey Bogart.
- Susan Anspach como Nancy, la exesposa de Allan.
- Jennifer Salt como Sharon.
- Joy Bang como Julie.
- Viva como Jennifer.

Humphrey Bogart e Ingrid Bergman aparecen en imágenes de archivo de Casablanca como Richard «Rick» Blaine e Ilsa Lund, respectivamente.

## Recepción
En el sitio web del agregador de reseñas Rotten Tomatoes, el 97% de las reseñas de 35 críticos son positivas, con una calificación promedio de 7.4/10.
Roger Ebert, del Chicago Sun-Times, elogió la película, le otorgó tres de cuatro estrellas y dijo: «como van las comedias, esta es muy divertida». Explicó y concluyó: «Tal vez la película tiene demasiada coherencia y la trama es demasiado predecible; esa es una debilidad de las películas basadas en obras de Broadway bien hechas. Aún así, eso no es una queja seria sobre algo tan divertido como Sueños de un seductor».
Gene Siskel del Chicago Tribune también le otorgó tres de cuatro estrellas, escribiendo: «Para aquellos que prefieren sus películas con un principio, un medio y un final y, en consecuencia, se sintieron perturbados por las tramas infernales de 'Bananas' o 'Take the Money and Run', 'Sueños de un seductor' brindará calidez, cordura y una historia poco convencional con risas».
Vincent Canby de The New York Times la calificó como «una película muy divertida», aunque sintió que «la forma de la comedia ordinaria de Broadway, con tres actos y un principio, medio y final, inhiben al Woody Allen que yo, al menos, aprecio en su mayoría».
Charles Champlin, de Los Angeles Times, escribió que la película estaba «en la tradición de las mejores comedias brillantes del pasado, llena de líneas y situaciones divertidas, pero apoyada y enriquecida por un personaje reconocible y percibido con precisión cuya propia consistencia proporciona la lógica para locos eventos y un poder duradero para la risa».
David McGillivray de The Monthly Film Bulletin lo calificó como «un regalo para los fanáticos de Woody Allen y una comedia bastante divertida e inobjetable para todos los demás», aunque pensó que «apenas mejora» la obra original.

## Influencia
Quentin Tarantino dijo en su pista de comentarios de True Romance (1993) que el personaje de Elvis Presley interpretado por Val Kilmer, que se le aparece al personaje de Christian Slater y le da consejos y seguridad, se basó en el personaje de Bogart en esta película.
La canción de 2005 «Beautiful and Light» de Tunng contiene muestras de la película.
El programa de televisión SCTV de la compañía de comedia The Second City parodió la película como Play It Again, Bob, protagonizada por Allen (Rick Moranis) y Bob Hope (Dave Thomas).